# Кантемиров, Маирбек Ирбекович
Маирбек Ирбекович Кантемиров (род. 16 марта 1965, Москва) — российский, осетинский артист цирка, наездник-джигит и режиссер, режиссёр-постановщик, продюсер, сценарист, Заслуженный артист Российской Федерации, Заслуженный артист Республики Северная Осетия — Алания. В 1994 году на гастролях в Германии принял труппу джигитов «Али-Бек» от своего отца Ирбека Кантемирова.
Лауреат национальной премии «Циркъ», «Гран — При» имени Юрия Никулина (2002), Золотой кубок на всемирном ХХ фестивале«Festival Internazionale di Roma capitale» Архивная копия от 16 апреля 2021 на Wayback Machine в Риме (2003), Победитель «Режиссер года — 2011» Архивная копия от 16 апреля 2021 на Wayback Machine (2012). Создатель, режиссер, постановщик и продюсер конного спектакля «Avaia» Канада. Победитель премии «Лучший аттракцион года» Канада.
Представитель династии Кантемировых.